# Die Frau des Botschafters
Die Frau des Botschafters (A Mulher do Embaixador (título em Portugal) ) é um filme de espionagem alemão, realizado por Hans Deppe. Estreou-se em Portugal a 10 de março de 1958.

## Elenco
- Antje Weisgerber como Sibylle Costa
- Paul Hubschmid como John de la Croix
- Ingrid Andree como Andrea Lundvall
- Hans Stüwe	como Embaixador Christian Lundvall
- Hans Quest	como Agente diplomático Holmgreen
- Charles Regnier como Mattusch
- Laya Raki como Bailarina Manuela
- Herbert Hübner como Tio Paul de la Croix
- Alice Treff como Charlotte Hendrik
- Kurt Vespermann como Nilsson
- Sandra Mamis como Empregada Juana
- Wolf Harnisch
- Hans Deppe